# La concatenazione delle cause
La concatenazione delle cause (Der Zusammenhang der Dinge) è un romanzo breve di Ernst Theodor Amadeus Hoffmann inserito nella raccolta I confratelli di Serapione.

## Trama
Eucario e Luigi sono amici da molto tempo nonostante la loro diversità di carattere. Luigi ritiene che l’umanità sia governata dal principio della concatenazione delle cause, al quale si appella ogni volta che abbandona un progetto o quando non riesce in qualche suo intento. Eucario, all’apparenza schivo e rinunciatario, è in realtà un uomo d’azione, per quanto non riveli mai nulla delle sue imprese all’amico Luigi e agli altri conoscenti. Una sera, durante un ricevimento, Eucario racconta alcuni episodi accaduti durante la guerra di liberazione combattuta da spagnoli e inglesi nella penisola iberica contro gli invasori francesi. Trascorsi due anni, Eucario rivelerà di aver avuto un ruolo molto importante in quelle vicende di Spagna.

## Edizioni italiane
- Il nesso delle cose, in I Fedeli di San Serapione, introduzione di Bonaventura Tecchi, traduzione di Rosina Spaini, Gherardo Casini Editore, Roma, 1957.
- La concatenazione delle cause, in Romanzi e racconti, 3 voll., introduzione e nota bio-bibliografica di Claudio Magris, traduzioni di Carlo Pinelli, Alberto Spaini, Giorgio Vigolo, Einaudi, Torino, 1969.